# 육성철
육성철은 국가인권위원회 조사관이자 문재인 정부 시절 청와대 행정관이다.

## 생애
2004년에 백두대간을 종주했다. 이명박 정부 시절 비정규직 조사관에 계약종료에 반발했다가 정직을 당했다. 이에 대해 소송을 내서 파기환송심에서 승소했다. 문재인 정부 시절 청와대 행정관을 지내다가, 윤석열 정부에서는 국가인권위원회로 복귀했다.

## 가족
아들 육청명은 kt wiz의 야구 선수이다.

## 저서
- 세상을 향해 어퍼컷
- 그곳에는 새로운 인생이 있다
- 동대문 네팔 타운의 희노애락
- 왜 클럽축구가 더 재미있을까